# Lista de presidentes do Instituto Nacional do Seguro Social
Esta é a lista de presidentes do Instituto Nacional do Seguro Social (INSS).

### Nova República(6.ª República)
| Nº | Presidente                             | Início                  | Término                 | Ministro                       | Ministério                          |
| -- | -------------------------------------- | ----------------------- | ----------------------- | ------------------------------ | ----------------------------------- |
| 1  | José Arnaldo Rossi                     | 21 de março de 1990     | 3 de fevereiro de 1992  | Antônio Rogério Magri          | Trabalho e da Previdência Social    |
| —  | César Eugênio Gasparin (interino)      | 4 de fevereiro de 1992  | 20 de janeiro de 1992   | Antônio Rogério Magri          | Trabalho e da Previdência Social    |
| —  | César Eugênio Gasparin (interino)      | 21 de janeiro de 1992   | 13 de abril de 1992     | Reinhold Stephanes             | Trabalho e da Previdência Social    |
| —  | César Eugênio Gasparin (interino)      | 14 de abril de 1992     | 7 de outubro de 1992    | João Mellão Neto               | Trabalho e da Administração Federal |
| —  | César Eugênio Gasparin (interino)      | 8 de outubro de 1992    | 9 de janeiro de 1994    | Walter Barelli                 | Trabalho                            |
| 2  | Luiz Carlos de Almeida Capella         | 10 de janeiro de 1994   | 4 de maio de 1994       | Walter Barelli                 | Trabalho                            |
| 2  | Luiz Carlos de Almeida Capella         | 5 de maio de 1994       | 31 de dezembro de 1994  | Marcelo Pimentel               | Trabalho                            |
| 2  | Luiz Carlos de Almeida Capella         | 1 de janeiro de 1995    | 23 de janeiro de 1995   | Paulo de Tarso Almeida Paiva   | Trabalho                            |
| 3  | Crésio de Matos Rolim                  | 30 de março de 1995     | 30 de março de 1998     | Paulo de Tarso Almeida Paiva   | Trabalho                            |
| 3  | Crésio de Matos Rolim                  | 31 de março de 1998     | 6 de abril de 1998      | Antonio Anastasia (interino)   | Trabalho                            |
| 3  | Crésio de Matos Rolim                  | 7 de abril de 1998      | 31 de dezembro de 1998  | Edward Swaelen                 | Trabalho                            |
| 3  | Crésio de Matos Rolim                  | 1 de janeiro de 1999    | 15 de março de 2001     | Francisco Dornelles            | Trabalho e Emprego                  |
| —  | Valdir Moysés Simão (interino)         | 16 de março de 2001     | 21 de março de 2001     | Francisco Dornelles            | Trabalho e Emprego                  |
| 4  | Francisco Fernando Fontana             | 22 de março de 2001     | 13 de março de 2002     | Francisco Dornelles            | Trabalho e Emprego                  |
| 5  | Judith Izabel Izé Vaz                  | 14 de março de 2002     | 8 de abril de 2002      | Francisco Dornelles            | Trabalho e Emprego                  |
| 5  | Judith Izabel Izé Vaz                  | 9 de abril de 2002      | 31 de dezembro de 2002  | Paulo Jobim Filho              | Trabalho e Emprego                  |
| 5  | Judith Izabel Izé Vaz                  | 1 de janeiro de 2003    | 25 de fevereiro de 2003 | Jaques Wagner                  | Trabalho e Emprego                  |
| 5  | Taiti Inenami                          | 26 de fevereiro de 2003 | 23 de janeiro de 2004   | Jaques Wagner                  | Trabalho e Emprego                  |
| 5  | Taiti Inenami                          | 24 de janeiro de 2004   | 28 de abril de 2004     | Ricardo Berzoini               | Trabalho e Emprego                  |
| 6  | Carlos Bezerra                         | 29 de abril de 2004     | 22 de março de 2005     | Ricardo Berzoini               | Trabalho e Emprego                  |
| 7  | Samir de Castro Hatem                  | 23 de março de 2005     | 14 de abril de 2005     | Ricardo Berzoini               | Trabalho e Emprego                  |
| —  | Vago                                   | 15 de abril de 2005     | 12 de julho de 2005     | Ricardo Berzoini               | Trabalho e Emprego                  |
| —  | Vago                                   | 13 de julho de 2005     | 1 de agosto de 2005     | Luiz Marinho                   | Trabalho e Emprego                  |
| 8  | Valdir Moysés Simão                    | 2 de agosto de 2005     | 29 de março de 2007     | Luiz Marinho                   | Trabalho e Emprego                  |
| 8  | Valdir Moysés Simão                    | 30 de março de 2007     | 29 de abril de 2007     | Carlos Lupi                    | Trabalho e Emprego                  |
| 9  | Marco Antonio de Oliveira              | 30 de abril de 2007     | 9 de dezembro de 2008   | Carlos Lupi                    | Trabalho e Emprego                  |
| 10 | Valdir Moysés Simão                    | 10 de dezembro de 2008  | 28 de dezembro de 2010  | Carlos Lupi                    | Trabalho e Emprego                  |
| 11 | Mauro Luciano Hauschild                | 14 de janeiro de 2011   | 5 de dezembro de 2011   | Carlos Lupi                    | Trabalho e Emprego                  |
| 11 | Mauro Luciano Hauschild                | 6 de dezembro de 2011   | 30 de abril de 2012     | Paulo Roberto Pinto (interino) | Trabalho e Emprego                  |
| 11 | Mauro Luciano Hauschild                | 1 de maio de 2012       | 24 de outubro de 2012   | Brizola Neto                   | Trabalho e Emprego                  |
| 12 | Lindolfo Neto de Oliveira Sales        | 2 de outubro de 2012    | 15 de março de 2013     | Brizola Neto                   | Trabalho e Emprego                  |
| 12 | Lindolfo Neto de Oliveira Sales        | 16 de março de 2013     | 5 de janeiro de 2015    | Manoel Dias                    | Trabalho e Emprego                  |
| 13 | Elisete Berchiol da Silva Iwai         | 6 de janeiro de 2015    | 2 de outubro de 2015    | Manoel Dias                    | Trabalho e Emprego                  |
| 13 | Elisete Berchiol da Silva Iwai         | 3 de outubro de 2015    | 12 de maio de 2016      | Miguel Rossetto                | Trabalho e Emprego                  |
| 13 | Elisete Berchiol da Silva Iwai         | 13 de maio de 2016      | 24 de junho de 2016     | Ronaldo Nogueira               | Trabalho e da Previdência Social    |
| —  | Vago                                   | 25 de junho de 2016     | 12 de julho de 2016     | Ronaldo Nogueira               | Trabalho e da Previdência Social    |
| 14 | Leonardo de Melo Gadelha               | 13 de julho de 2016     | 29 de novembro de 2017  | Ronaldo Nogueira               | Trabalho e da Previdência Social    |
| —  | Vago                                   | 30 de novembro de 2017  | 4 de dezembro de 2016   | Ronaldo Nogueira               | Trabalho e da Previdência Social    |
| 15 | Francisco Paulo Soares Lopes           | 5 de dezembro de 2016   | 28 de dezembro de 2017  | Ronaldo Nogueira               | Trabalho e da Previdência Social    |
| 15 | Francisco Paulo Soares Lopes           | 29 de dezembro de 2017  | 10 de abril de 2018     | Vago                           | Trabalho e da Previdência Social    |
| 15 | Francisco Paulo Soares Lopes           | 11 de abril de 2018     | 16 de maio de 2018      | Helton Yomura                  | Trabalho e da Previdência Social    |
| —  | Vago                                   | 17 de maio de 2018      | 30 de maio de 2018      | Helton Yomura                  | Trabalho e da Previdência Social    |
| 16 | Edison Antônio Costa Britto Garcia     | 1 de junho de 2018      | 5 de julho de 2018      | Helton Yomura                  | Trabalho e da Previdência Social    |
| 16 | Edison Antônio Costa Britto Garcia     | 6 de julho de 2018      | 9 de julho de 2018      | Eliseu Padilha (interino)      | Trabalho e da Previdência Social    |
| 16 | Edison Antônio Costa Britto Garcia     | 10 de julho de 2018     | 31 de dezembro de 2018  | Caio Luiz Vieira de Mello      | Trabalho e da Previdência Social    |
| —  | Vago                                   | 1 de janeiro de 2019    | 15 de janeiro de 2019   | Paulo Guedes                   | Economia                            |
| 17 | Renato Rodrigues Vieira                | 16 de janeiro de 2019   | 29 de janeiro de 2020   | Paulo Guedes                   | Economia                            |
| 18 | Leonardo Rolim                         | 30 de janeiro de 2020   | 28 de julho de 2021     | Paulo Guedes                   | Economia                            |
| 18 | Leonardo Rolim                         | 29 de julho de 2021     | 5 de novembro de 2021   | Onyx Lorenzoni                 | Trabalho e da Previdência Social    |
| —  | Vago                                   | 6 de novembro de 2021   | 9 de novembro de 2021   | Onyx Lorenzoni                 | Trabalho e da Previdência Social    |
| 19 | José Carlos Oliveira                   | 10 de novembro de 2021  | 30 de março de 2022     | Onyx Lorenzoni                 | Trabalho e da Previdência Social    |
| —  | Vago                                   | 31 de março de 2022     | 11 de abril de 2022     | José Carlos Oliveira           | Trabalho e da Previdência Social    |
| 20 | Guilherme Gastaldello Pinheiro Serrano | 12 de abril de 2022     | —                       | José Carlos Oliveira           | Trabalho e da Previdência Social    |
| 21 | Glauco André Fonseca Wamburg           | 2 de fevereiro de 2023  | 11 de julho de 2023     | Carlos Lupi                    | Previdência Social                  |
| 22 | Alessandro Stefanutto                  | 11 de julho de 2023     | 22 de abril de 2025     | Carlos Lupi                    | Previdência Social                  |
| 23 | Gilberto Waller Júnior                 | 30 de abril de 2025     | -                       | Carlos Lupi                    | Previdência Social                  |